# Mysterious Island (2005)
Mysterious Island é um telefilme estadunidense, do ano de 2005, dos gêneros ficção científica e aventura, dirigido por Russell Mulcahy.

## Enredo
Cinco prisioneiros de guerra fogem de um campo da confederação, durante a guerra civil americana a bordo de um balão e acabam sendo levados, pela força de uma tempestade até o meio do Oceano Pacífico, pousando em uma estranha ilha. Logo os fugitivos descobrem que a ilha é surpreendentemente incomum, tratando-se de uma perigosa área habitada por gigantescos monstros assassinos, piratas sanguinários e, completando o quadro de infortúnio, o lengendário Capitão Nemo. Imediatamente se inicia a luta pela sobrevivência e a busca por um meio de abandonar a ilha e todos os perigos que ela guarda.

## Elenco
| Nome                    | Personagem       |
| ----------------------- | ---------------- |
| Kyle MacLachlan         | Cyrus            |
| Danielle Calvert        | Helen            |
| Gabrielle Anwar         | Jane             |
| Patrick Stewart         | Nemo             |
| Jason Durr              | Pencroff         |
| Omar Gooding            | Neb              |
| Vinnie Jones            | Bob              |
| Tom Mison               | Blake            |
| Roy Marsden             | Joseph           |
| Chris Larkin            | Atherton         |
| Dom Hetrakul            | Sun              |
| Nate Harrison           | Lemay            |
| Geoffrey Giuliano       | Capitão Li       |
| Banjong Siriwattanawong | Pirata           |
| Daniel O'Neill          | Jóvem Pirata     |
| Dean Alexandroum,       | Pirata #2        |
| Ken Streutker           | Oficial da União |
| Chad Dylan Markowitz    | Jóvem soldado    |
| Tanapol Chuksrida       | Pirata #3        |
| Nophand Boonyai         | Pirata #4        |
| Daniel J. Molnas        | Guarda #1        |
| Tharinee Songkiatthana  | Prostituta #1    |
| Trungta Kositchimongkol | Prostituta #2    |
| Gregory T. Eismin       | Zhou             |
| Albert Lee Harlow II    | Pirata Gordo     |
| Choochai Busarakamwong  | Capitão          |

## Prêmios e indicações
- Indicado

Academy of Science Fiction, Fantasy & Horror Films
Categoria Melhor Apresentação para Televisão